# 宇治田原城
宇治田原城（うじたわらじょう）は、山城国宇治田原（京都府綴喜郡宇治田原町）にあった城館（日本の城）。土豪・山口甚助の館。別名山口城。

## 概要
織田信長の命により、山口秀景が築城したといわれる。
天正10年（1582年）徳川家康が本能寺の変に遭難した際には、家康と同行していた長谷川秀一は秀景に路次警護を依頼。婿養子である山口光広とともに、宇治田原城で家康主従を歓待した。しかし、羽柴秀吉は徳川家に通じていることを嫌い、山口氏の領地を没収する。徳川家康は、伊賀越えの功績により信楽に600石の朱印状を与え、山口氏は山口陣屋（甲賀市信楽町下朝宮小字西堂坊）を設けた。小牧・長久手の戦いへの参加もあり、宇治田原の領地も回復。山口氏は旗本として江戸時代まで存続した。
山口秀景の実息である山口宗永は関ヶ原の戦いで亡くなっている。
城址の東にある極楽寺は山口氏一族の菩提寺で、その山門は城の裏門であり、境内の石灯籠一基も城のものと伝えられる。

## 交通
- 京都京阪バス 郷之口バス停下車
- 宇治田原町うじたわLIKE(らいく)はーとバス 郷之口郵便局バス停下車